# ريكو بيانكي
ريكو بيانكي هو مجدف سويسري، ولد في 13 مايو 1930 في خور في سويسرا.

## وصلات خارجية
- ريكو بيانكي على موقع الاتحاد الدولي للتجديف (الإنجليزية)
- ريكو بيانكي على موقع أوليمبيديا (الإنجليزية)